# Fédération de tennis de table du Québec
La Fédération de tennis de table du Québec (FTTQ) est l'organisme de régie du tennis de table au Québec.

## Histoire
La Fédération de tennis de table du Québec est fondée en 1971 et organise ses premières compétitions provinciales cette même année. Jacques Plamondon en est le directeur général de 1980 jusqu'à juin 2012[réf. nécessaire].

## Objectifs
La FFTQ est responsable de la gestion de différents programmes, telles que l'Équipe du Québec, le réseau de compétitions, le calendrier d'activités, le développement des clubs et des régions, la formation des entraîneurs et des arbitres, le soutien aux clubs et aux associations régionales, les compétitions scolaires, les ligues régionales et provinciales et les classements des joueurs[réf. nécessaire].